# Homilies de Tortosa
Les Homilies de Tortosa és un llibre litúrgic en occità on es recullen diverses homilies redactades entre els segles xi i xiii, que eren predicades durant la missa. Actualment es conserven a la catedral de Tortosa. Van ser trobades a Tortosa a finals del segle xix per Antoine Thomas i presenten alguns catalanismes atribuïts al copista.
Les Homilies d'Organyà i les de Tortosa tenen una homilia comuna: la del Dimecres de cendra, de manera que han estat relacionades amb col·leccions d'homilies d'origen provençal, que eren d'ús freqüent en l'època. Mentre que les de Tortosa copien el text provençal i tenen un to més popular, les homilies d'Organyà són traduccions al català i són de caràcter més culte.